# Jedna i Jedina
Jedna i Jedina a fost imnul național din Bosnia și Herțegovina între anii 1992 și 1998.